# Panzeria fasciventris
Panzeria fasciventris là một loài ruồi trong họ Tachinidae.